# تقوية (مسيحية)

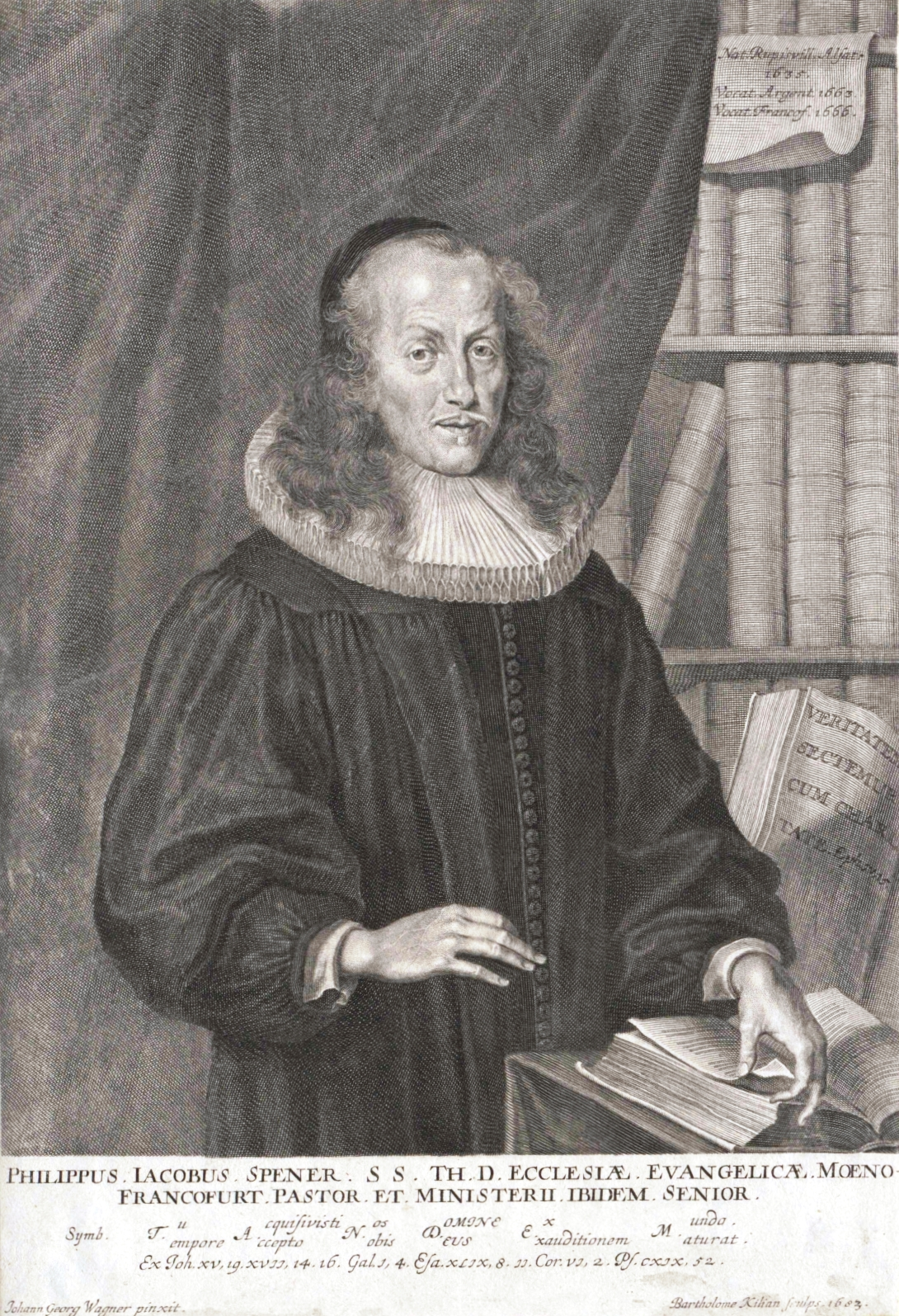

التقوية (بالإنجليزية: Pietism)‏ حركة لوثرية امتدت من أواخر القرن السابع عشر إلى منتصف القرن الثامن عشر و ما بعده. كانت نافذة للغاية في البروتستانتية وتجديدية العماد عموماً ، ملهمةَ ليس فقط القس الأنجليكاني جون ويسلي لبدء حركة المنهاجية، بل أيضا ألكسندر ماك لبدء الحركة الأخوية. جمعت الحركة التقوية بين اللوثرية ذلك الوقت مع المـُصلحة، وخصوصاً البوريتانية، ركزت على تقوى الفرد، و حياة مسيحية قوية.
يرى عدد من المؤرخين وعلماء الاجتماع أن ظهور البروتستانتية وحركة التقوى كان لها أثر كبير في نشوء الثورة العلمية، وكأحد الأسباب التي أدت إلى الثورة العلمية خاصًة في انكلترا وألمانيا، فقد وجدوا علاقة ايجابية بين ظهور حركة التقوى البروتستانتية والعلم التجريبي.
تنحاز الحركة إلى الفرع اللوثري تحديدًا، لكنها ذات تأثير ضخم على البروتستانتية في جميع أنحاء العالم، وفي أمريكا وأوروبا خصوصًا. نشأت التقوى في ألمانيا الحالية، في أواخر القرن السابع عشر، نتيجة أعمال عالم اللاهوت اللوثري فيليب شبينر الذي شدد على أهمية التحوّل الشخصي عبر الإحياء والبعث الروحي، والتفاني الفردي، والتقوى التي وضعت أساسات الحركة. لم ينادِ شبينر مباشرة بالتقاليد التي تبنتها حركة التقوى، مثل التقاليد الشرعية، وشبه الانفصالية، وممارسات مذهب اطمئنان الروح، لكن تلك التقاليد وُجدت، بصورة أو بأخرى، في العادات التي حثّ عليها إبان تبوأه مناصبًا مختلفة.
انتشرت التقوى من ألمانيا إلى سويسرا وباقي المناطق الأوروبية الناطقة بالألمانية، ثم وصلت إلى اسكندنافيا ودول البلطيق وباقي أنحاء أوروبا (حيث امتلكت تأثيرًا هائلًا، وخلّفت علامة دائمة على اللوثرية السائدة في المنطقة، فبرزت شخصيات مثل هانس نيلسن هاوغ في النرويج، وبيتر سبوك وكارل أولوف روزنيوس في السويد، وكاتارينا أسبلوند في فنلندا، وباربرا فون كرودينر في دول البلطيق). نُقلت التقوى إلى أمريكا الشمالية عبر المهاجرين الألمان والاسكندنافيين في المقام الأول. وهناك، فرضت التقوى تأثيرها على البروتستانتيين من إثنيات مختلفة، وأتباعِ الطوائف المسيحية (غير اللوثرية) من خلفيات أخرى، وساهمت في تأسيس الحركة الإنجيلية في القرن الثامن عشر، وهي إحدى الحركات البروتستانتية بين الدينية، ويتبعها اليوم نحو 300 مليون شخص.
يُعرف مصطلح التقوى بأنه «تشديد على الممارسات والتجارب التعبّدية»، أو «إظهار الورع الديني»، أو «إحساس بالتزمت الديني، يحمل طبيعة مفرطة أو مصطنعة»، ولا يرتبط حصرًا باللوثرية أو المسيحية.

## المعتقدات
يلتقي أتباع حركة التقوى اللوثرية في اجتماعات دينية، و «هي اجتماعات مستقلة عن القربان المقدس». يعتقد أتباع حركة التقوى أن «بمقدور المسيحي الحقيقي النظر إلى ماضيه، واكتشاف صراعه الداخلي مع الخطيئة التي قادته إلى الأزمة، واتخاذ القرار أخيرًا لبدء حياة جديدة مرتكزة على المسيحية». يشدد اللوثريّون أتباع حركة التقوى على «الواجبات الإنجيلية التي فُرضت على المؤمنين كي يعيشوا حياةً مقدسة، والعمل على تطهير حياتهم لتقديس الله».

## حركة التقوى حسب البلد

### ألمانيا
لم تندثر الحركة في ألمانيا إبان القرن الثامن عشر، بل كانت نشطة في رابطة الكنيسة الإنجيلية في الغرب، وهي كنيسة أمريكية اتخذت من بلدة غرافيوس مقرًا لها، وأصبحت لاحقًا سينوس أمريكا الشمالية الإنجيلية، ثم الكنيسة الإنجيلية والإصلاحية، وتعدّ الأخيرة سلف كنيسة المسيح المتحدة. شغل يعقوب بيستر، وهو من أتباع حركة التقوى، رأس الكنيسة منذ عام 1901 إلى 1914، واستمرت بعض آثار التقوية حتى عام 1957، حين تأسست كنيسة المسيح المتحدة. لا تزال التقوية قائمة في القرن الحادي والعشرين، عبر جماعات داخل الكنيسة الإنجيلية في ألمانيا. يُطلق تلك الجماعات اسم جماعات الكنيسة الوطنية، وقد برزت في النصف الثاني من القرن التاسع عشر ضمن ما يُعرف بالحركة الاجتماعية.
شهد القرن التاسع عشر إحياء المذهب اللوثري الاعترافي، متجسدًا في الحركة اللوثرية المحدثة التي ركّزت على إعادة تأكيد هوية اللوثريين، وكونهم جماعة متمايزة عن غيرها في المجتمع المسيحي الأشمل، فصبّت اهتمامها مجددًا على عقيدة كتاب الوفاق، واعتباره أحد المصادر الجوهرية للعقيدة اللوثرية. صاحب تلك التغيرات اهتمامٌ جديد بالعقيدة والشعائر التقليدية، وقابل هذا الاهتمام نمو الأنغلو كاثوليكية في إنجلترا.
أدرج بعض علماء اللاهوت الذين كتبوا عن الحركة، مثل هيبي وريتشل، كافة الاتجاهات الدينية التي برزت بين البروتستانتيين في القرون الثلاث الماضية ضمن النزعة إلى تنمية التقوى الشخصية بصورة حقيقية، موازنة بالتقوى التي سادت في كنائس تلك الفترة. يتطرّق ريتشل إلى حركة التقوى بصفتها حركة تراجعية للحياة المسيحية مقابل الكاثوليكية. يتحدث بعض المؤرخون أيضًا عن حركة التقوى المتأخرة أو الحديثة، وهي حركة تصف فريقًا في الكنيسة الألمانية، تأثر ببقايا تعاليم التقوى التي وضعها شبينر في وستفاليا، والراين، وفورتمبيرغ، وهاله، وبرلين.
دُعي هذا الفريق بـحركة الإرجاع، وتميّز بمعارضته الشديدة لدراسة علم اللاهوت دراسةً علميّة مستقلة، وكان إرنست فلهلم هينغشتينبيرغ زعيمها اللاهوتي وذراعها الأدبي الرئيس، وذلك عبر منشورات مجلة الكنيسة الإنجيلية.
أثّرت حركة التقوى تأثيرًا شديدًا على الثقافة الفنية في ألمانيا، فكان للفيلسوف التقويّ يوهان هامان تأثير كبير في عصره، مع أن أعماله لم تعد مقروءة اليوم. تؤمن حركة التقوى بالقدرة الفردية على التبصّر الإلهي -مسلك فردي مباشر للوصول إلى الواقع الروحي الإلهي المطلق، والأرجح أن هذا الإيمان أحد الأسباب الكامنة وراء الطبيعة المثالية، والماورائية على نحو فريد، للفلسفة الرومانسية الألمانية.

### اسكندنافيا
أصبحت لوثرية حركة التقوى رائجة في الدنمارك في سنة 1703، فنظّم أتباع الحركة أنفسهم إبان اجتماعات دينية بهدف «الاجتماع من أجل الصلاة وقراءة الإنجيل».
دخلت حركة التقوى اللوثرية السويد في العقد الأول من القرن السابع عشر، بعد انتشار أعمال يوهان أرندت، وفيليب شبينر، وأوغست هيرمان فرانكه. اكتسبت حركة التقوى اللوثرية رعاية رئيس الأساقفة إريك بنزيليوس، فحثّ الأخير على ممارسة تقاليد الحركة.
لا تزال اللوثرية اللايستادينية قائمة ومزدهرة في اسكندنافيا، وهي شكل من أشكال التقوى اللوثرية، وبرزت بفضل قسّ كنيسة السويد لارس ليفي لايستاديوس الذي تزعّم حركة الإحياء في القرن التاسع عشر.

## تاريخ

### الطلائع
برزت بعض الأصوات من طلائع حركة التقوى، بالمعنى الحرفي، التي تشتكي من عيوب الكنيسة، وتطلب إحياء التقوى المسيحية وممارساتها التطبيقية. برز من تلك الأصوات المتصوف المسيحي يعقوب بوهمه، ويوهان أرندت الذي ذاع صيت عمله المسيحية الحقيقية وحصل على الاعتراف والتقدير، وهاينريش مولر الذي وصف المغطس والمنبر وكرسي الاعتراف والمذبح بـ«الأصنام الأربع الصامتة للكنيسة اللوثرية»، وعالم اللاهوت يوهان فالنتين أندريا، وشوبيوس قسيس بلاط لاندغريف هسن، الذي أراد إرجاع الإنجيل إلى مكانه في المنبر، وتيوفيل غروسغيباور (توفي 1661) من روستوك، الذي نشر من منبره، وعبر كتاباته، ما أطلق عليه «إنذار حارسٍ في صهيون».

### التأسيس
كان فيليب شبينر منشِئ الحركة المباشر. وُلد شبينر في ريبوفيل الواقعة في الألزاس الفرنسية حاليًا، وذلك في 13 يناير عام 1635، وتلقى تدريبه على يد عرّابة تقيّة لجأت إلى كتب الورع الديني مثل المسيحية الحقيقية لأرندت، فأصبحت شبينر مقتنعًا بضرورة الإصلاح الأخلاقي والديني داخل الكنيسة اللوثرية الألمانية. درس علم اللاهوت في ستراسبورغ، حيث مال الفلاسفة حينها (وخصوصًا سباستيان شميت) إلى المسيحية «التطبيقية» بدلًا من المناظرات العقائدية. أمضى شبينر بعدها سنة واحدة في جنيف، وتأثر تأثرًا شديدًا بالحياة الأخلاقية الصارمة والنظام الإكليروسي الصارم السائدين هناك، وأثرت عليه أيضًا عظات وتقوى البروفيسور الولدينيسي أنطوان ليجر، والواعظ المتحوّل إلى الرهبنة اليسوعية جان دو لابادي.